# Teslui (Dolj)
Teslui è un comune della Romania di 2 569 abitanti, ubicato nel distretto di Dolj, nella regione storica dell'Oltenia.
Il comune è formato dall'unione di 5 villaggi: Coșereni, Fântânele, Preajba de Jos, Preajba de Pădure, Teslui, Țărțăl, Urieni, Viișoara-Moșneni.